# Gioacchino Alberto di Prussia
Guglielmo Federico Carlo Ernesto Gioacchino Alberto di Prussia (in tedesco Wilhelm Friedrich Karl Ernst Joachim Albrecht; Hannover, 27 settembre 1876 – Berlino, 24 ottobre 1939) è stato un compositore tedesco, membro della Casa di Hohenzollern. Era noto per comporre musica, in particolare valzer militari.

## Biografia
Era il secondo figlio del principe Alberto di Prussia, e di sua moglie, la principessa Maria di Sassonia-Altenburg. I suoi nonni paterni erano il principe Alberto di Prussia e la principessa Marianna dei Paesi Bassi. I suoi nonni materni erano Ernesto I di Sassonia-Altenburg e Agnese di Anhalt.

## Carriera
Nel 1885, il padre di Gioacchino, il principe Alberto, fu scelto come reggente per il ducato di Brunswick. Come tutti gli uomini della Casa di Hohenzollern, Gioacchino Alberto e i suoi fratelli entrarono nell'esercito e divennero ufficiali. La musica, comunque, lo attraeva e ben presto si fece un nome componendo. Nel 1898, presentò un valzer militare che scrisse a una riunione di famiglia al Neues Palais di Potsdam. Nel 1905, scrisse il libretto e la pantomima per "La mela di Parigi", che fu ben accolta a Berlino. Compose anche balletti e sinfonie, e scrisse un volume di poesia. Durante la prima guerra mondiale, Gioacchino Alberto servì con distinzione fino a quando ricevette una ferita di guerra. Questa ferita ha effettivamente concluso la sua carriera militare e gli ha permesso di concentrarsi completamente sulla sua musica.

## Matrimoni

### Primo Matrimonio
Sposò, il 3 settembre 1909, la divorziata Marie Blich-Sulzer (1872-1919), baronessa di Liebenberg, a Ischl. Il matrimonio non è mai stato riconosciuto dalla famiglia, e ha avuto molti scontri pubblici con l'ex-imperatore Guglielmo II. Secondo alcune fonti, un precedente matrimonio aveva portato Guglielmo a bandirlo assegnandogli l'esercito coloniale tedesco in Africa; si ritiene anche che siano state richieste le sue dimissioni. Anche la sua eredità è stata drammaticamente ridotta.

### Secondo Matrimonio
Sposò, il 9 ottobre 1920 a Vienna, Karoline Kornelia Stockhammer (1891-1952). La coppia divorziò nel 1936.

## Musica
Come molti della sua famiglia, il principe Gioacchino Alberto aveva un grande amore per la musica. A differenza del resto di loro, tuttavia, ha trascorso tutta la sua vita suonando e esibendosi in diverse città in tutto il mondo. Era anche un suonatore di violino e violoncello. Nel 1927 affermò che era di vecchio stile "perché sono un individuo completamente sano. Molto la musica moderna è innaturale e discorde perché i compositori e il pubblico hanno nervi stanchi che hanno bisogno di risvegliarsi. Voglio che i miei ascoltatori lascino i miei concerti con la sensazione che Li ho arredati con estetiche delizie e instillato armonia e bellezza nelle loro anime".
Nel 1920, Gioacchino Alberto fu condannato all'arresto dal ministro della Difesa tedesco Gustav Noske dopo essere entrato in conflitto con alcuni ufficiali militari francesi. La disputa apparentemente iniziò dopo che alcuni dei suddetti ufficiali non si alzarono in piedi quando i musicisti in un nightclub iniziarono a suonare l'inno nazionale "Deutschland Uber Alles". 
Nel 1926, Gioacchino Alberto accettò l'invito a presentare le sue composizioni in una serie di concerti nelle principali città americane. Uno di questi concerti fu programmato a Newark, dove Gioacchino Alberto avrebbe diretto un'orchestra sulla musica scritta da lui stesso. Tutti questi concerti sarebbero stati fatti per varie organizzazioni di beneficenza.

## Ascendenza
|                                    |                                   |                                      | Genitori                                      |  |  | Nonni |  |  | Bisnonni                             |  |  | Trisnonni                            |  |
|                                    |                                   |                                      |                                               |  |  |       |  |  | 8. Federico Guglielmo III di Prussia |  |  | 16. Federico Guglielmo II di Prussia |  |
|                                    |                                   |                                      |                                               |  |  |       |  |  | 8. Federico Guglielmo III di Prussia |  |  | 16. Federico Guglielmo II di Prussia |  |
|                                    |                                   | 17. Federica Luisa d'Assia-Darmstadt |                                               |  |  |       |  |  | 8. Federico Guglielmo III di Prussia |  |  |                                      |  |
| 4. Alberto di Prussia              |                                   |                                      |                                               |  |  |       |  |  | 8. Federico Guglielmo III di Prussia |  |  |                                      |  |
|                                    |                                   | 9. Luisa di Meclemburgo-Strelitz     | 18. Carlo II di Meclemburgo-Strelitz          |  |  |       |  |  |                                      |  |  |                                      |  |
|                                    |                                   | 9. Luisa di Meclemburgo-Strelitz     | 18. Carlo II di Meclemburgo-Strelitz          |  |  |       |  |  |                                      |  |  |                                      |  |
|                                    |                                   | 9. Luisa di Meclemburgo-Strelitz     | 19. Federica d'Assia-Darmstadt                |  |  |       |  |  |                                      |  |  |                                      |  |
| 2. Alberto di Prussia              |                                   | 9. Luisa di Meclemburgo-Strelitz     |                                               |  |  |       |  |  |                                      |  |  |                                      |  |
|                                    |                                   | 10. Guglielmo I dei Paesi Bassi      | 20. Guglielmo V di Orange-Nassau              |  |  |       |  |  |                                      |  |  |                                      |  |
|                                    |                                   | 10. Guglielmo I dei Paesi Bassi      | 20. Guglielmo V di Orange-Nassau              |  |  |       |  |  |                                      |  |  |                                      |  |
|                                    |                                   | 10. Guglielmo I dei Paesi Bassi      | 21. Guglielmina di Prussia                    |  |  |       |  |  |                                      |  |  |                                      |  |
| 5. Marianna di Orange-Nassau       |                                   | 10. Guglielmo I dei Paesi Bassi      |                                               |  |  |       |  |  |                                      |  |  |                                      |  |
|                                    |                                   | 11. Guglielmina di Prussia           | 22. Federico Guglielmo II di Prussia (= 16)   |  |  |       |  |  |                                      |  |  |                                      |  |
|                                    |                                   | 11. Guglielmina di Prussia           | 22. Federico Guglielmo II di Prussia (= 16)   |  |  |       |  |  |                                      |  |  |                                      |  |
|                                    |                                   | 11. Guglielmina di Prussia           | 23. Federica Luisa d'Assia-Darmstadt (= 17)   |  |  |       |  |  |                                      |  |  |                                      |  |
| 1. Gioacchino Alberto di Prussia   |                                   | 11. Guglielmina di Prussia           |                                               |  |  |       |  |  |                                      |  |  |                                      |  |
|                                    | 12. Giorgio di Sassonia-Altenburg | 24. Federico di Sassonia-Altenburg   |                                               |  |  |       |  |  |                                      |  |  |                                      |  |
|                                    | 12. Giorgio di Sassonia-Altenburg | 24. Federico di Sassonia-Altenburg   |                                               |  |  |       |  |  |                                      |  |  |                                      |  |
|                                    | 12. Giorgio di Sassonia-Altenburg | 25. Carlotta di Meclemburgo-Strelitz |                                               |  |  |       |  |  |                                      |  |  |                                      |  |
| 6. Ernesto I di Sassonia-Altenburg | 12. Giorgio di Sassonia-Altenburg |                                      |                                               |  |  |       |  |  |                                      |  |  |                                      |  |
|                                    |                                   | 13. Maria di Meclemburgo-Schwerin    | 26. Federico Ludovico di Meclemburgo-Schwerin |  |  |       |  |  |                                      |  |  |                                      |  |
|                                    |                                   | 13. Maria di Meclemburgo-Schwerin    | 26. Federico Ludovico di Meclemburgo-Schwerin |  |  |       |  |  |                                      |  |  |                                      |  |
|                                    |                                   | 13. Maria di Meclemburgo-Schwerin    | 27. Elena Pavlovna Romanova                   |  |  |       |  |  |                                      |  |  |                                      |  |
| 3. Maria di Sassonia-Altenburg     |                                   | 13. Maria di Meclemburgo-Schwerin    |                                               |  |  |       |  |  |                                      |  |  |                                      |  |
|                                    |                                   | 14. Leopoldo IV di Anhalt-Dessau     | 28. Federico di Anhalt-Dessau                 |  |  |       |  |  |                                      |  |  |                                      |  |
|                                    |                                   | 14. Leopoldo IV di Anhalt-Dessau     | 28. Federico di Anhalt-Dessau                 |  |  |       |  |  |                                      |  |  |                                      |  |
|                                    |                                   | 14. Leopoldo IV di Anhalt-Dessau     | 29. Amalia d'Assia-Homburg                    |  |  |       |  |  |                                      |  |  |                                      |  |
| 7. Agnese di Anhalt                |                                   | 14. Leopoldo IV di Anhalt-Dessau     |                                               |  |  |       |  |  |                                      |  |  |                                      |  |
|                                    |                                   | 15. Federica di Prussia              | 30. Luigi di Prussia                          |  |  |       |  |  |                                      |  |  |                                      |  |
|                                    |                                   | 15. Federica di Prussia              | 30. Luigi di Prussia                          |  |  |       |  |  |                                      |  |  |                                      |  |
|                                    |                                   | 15. Federica di Prussia              | 31. Federica di Meclemburgo-Strelitz          |  |  |       |  |  |                                      |  |  |                                      |  |
|                                    |                                   | 15. Federica di Prussia              |                                               |  |  |       |  |  |                                      |  |  |                                      |  |